# Staré Mesto (okres Bratislava I)
Staré Mesto is een stadsdeel van Bratislava. Staré Mesto, dat de oude stadskern vormt, telt 42.241 inwoners.
Districten: Bratislava I · Bratislava II · Bratislava III · Bratislava IV · Bratislava V

Stadsdelen: Čunovo · Devín · Devínska Nová Ves · Dúbravka · Jarovce · Karlova Ves · Lamač · Nové Mesto · Petržalka · Podunajské Biskupice · Rača · Rusovce · Ružinov · Staré Mesto · Vajnory · Vrakuňa · Záhorská Bystrica